# Hermann Brück
Hermann Brück (alemany: Hermann Alexander Brück)  (Berlín, 15 d'agost de 1905 - Edimburg, 4 de març de 2000) va ser un astrònom britànic, nascut a Alemanya.
Brück va néixer el 1905, fill únic d'Hermann Heinrich Brück, oficial de l'exèrcit prussià mort el 1914 a la batalla de Lodz. Va cursar els estudis secundaris a Charlottenburg i va començar la seva carrera universitària a la universitat de Kiel el 1924 però només hi va estar un semestre, perquè es va traslladar a la universitat de Múnic, on va completar el seu primer grau. El 1928 va obtenir el doctorat amb una tesi sobre la física dels cristalls dirigida per Arnold Sommerfeld.
A partir de 1928 va treballar a l'observatori astrofísic de Potsdam, però el 1936 va abandonar bruscament Alemanya a causa de l'ascens del nazisme. Va estar un any a l'observatori Vaticà a Castel Gandolfo i es va convertir al catolicisme. El 1937 va passar al observatori de Cambridge on va romandre fins al 1947, excepte un breu període, durant la Segona Guerra Mundial, en que va ser detingut per ser nacional d'una potència estrangera enemiga. El 1947 va rebre una invitació personal d'Eamon de Valera, aleshores primer ministre de la República Irlandesa, per dirigir l'observatori de Dunsink. Després d'una dècada d'èxit a Irlanda, es va mudar de nou ja que va ser invitat a convertir-se en Astrònom Reial d'Escòcia i cap del Reial Observatori d'Edimburg. Va mantenir aquests càrrecs fins que es va retirar el 1975.
Els camps de recerca de Brück van ser la física del medi interestel·lar, les qüestions de l'evolució estel·lar i la formació d'estrelles a partir de material interestel·lar difús.
Brück va continuar vivint a prop d'Edimburg amb la seva segona esposa, Mary, durant tota la seva llarga i activa jubilació. (La seva primera dona, Irma, havia mort el 1950). Mary, que li va sobreviure, va tenir també una bona trajectòria com a astrònoma professional. Hermann i Mary van publicar una biografia molt extensa de l'excèntric astrònom del segle xix Charles Piazzi Smyth. Els Brück també van escriure una història de l'astronomia a Edimburg, remuntant la seva aparició fins a la il·lustració escocesa.